# Pernjoki och Koirajärvi
Pernjoki och Koirajärvi är en sjö i kommunen Salo i landskapet Egentliga Finland i Finland. Arean är 48 hektar och strandlinjen är 10,87 kilometer lång. Sjön  ingår i Kisko ås och Bjärnå å huvudavrinningsområde.   Den ligger omkring 60 kilometer öster om Åbo och omkring 90 kilometer väster om Helsingfors. 